# Melécio de Licópolis
Melécio foi bispo de Licópolis e sucessor do deposto bispo Apolônio e líder de um grupo herético citado por Epifânio de Salamis em sua obra Panarion como Melecianismo (Haer., LXVIII).

## História
Durante a perseguição promovida por Diocleciano (302-305) e Décio (306), vários bispos e religiosos abandonaram suas sedes, igrejas, paróquias, em busca de refúgio. Um destes foi o patriarca Pedro I de Alexandria. Melécio, aproveitando-se da sede vaga, deixou Licópolis e se apossou do Patriarcado de Alexandria. Com o fim das perseguições, Pedro retornou à sua diocese, convocou um Concílio de Alexandria em 306 e depôs Melécio, sob a acusação de apropriar-se do episcopado de Alexandria e de ser um lapsi (apóstata), por que abjurara a fé cristã durante as perseguições de Diocleciano.
Em uma nova perseguição aos cristãos, Pedro I foi martirizado e Melécio foi desterrado. Quando arrefeceu a perseguição, este retornou do exílio (311) e formou uma hierarquia cismática, onde manteve as suas posições em relação à ortodoxia. Posteriormente os melecianos e arianos aliaram-se em uma luta contra Atanásio de Alexandria.
O Primeiro Concílio de Niceia, em 325, pôs fim às controvérsias sobre os ensinamentos de Melécio, condenando-o juntamente com Ário.
Um grupo de melecianos desenvolveu-se em Antioquia, representados por Flaviano e Diodoro de Tarso. Estes se juntariam posteriormente aos eustatianos mas por conta da intransigência do chefe dos últimos, acabariam por romper.